# 長源院
長源院（ちょうげんいん）は、静岡県静岡市葵区沓谷一丁目、谷津山の北西麓にある、曹洞宗の寺院。山号は大森山（だいしんざん）。大森山長源院は、茨城県笠間市箱田にある国見山鳳台院の末寺である。開山の覚山見知和尚は1523年（大永3年）正月16日に示寂したが、その後、長源院には代々高徳の僧が在住して寺門が栄え、新たな寺を建立して開祖となり、末寺も多く全国二十数ケ寺に及んだ。

## 沿革
- 1488年（長享2年） - 大森山長源院は覚山見知禅師によって開山された[1]
- 1518年（永正15年）8月3日 - 寺の地所を寄進し、伽藍成就に尽力した朝比奈泰以が亡くなり、長源院殿儀天宗威大居士と追号、寺内に葬って開基とし、追福を祈った
- 1523年（大永3年）正月16日 - 開山の覚山見知和尚示寂
- 1567年（永禄11年） - 今川氏真が駿府から敗走し、朝比奈氏も没落すると長源院は庇護者を失った
- 1596年（慶長元年）〜1615年（慶長20年） - 駿府城にいた徳川家康が鷹狩りのときに長源院に立ち寄った
- 1628年（寛永5年） - 駿府城、松平重成室（松平家忠娘）が伽藍を再建し、山門の中興の祖となる（祐心大禅定尼、宗威大居士と共に開基と称す）
- 1629年（寛永6年）正月2日 - 客殿、回廊、門塔諸伽藍悉焼失、九世堯山梵舜和尚、再建成就
- 1743年（延享3年）正月24日 - 諸堂消失
- 1751年（宝暦元年） - 諸堂再建
- 1774年（安永3年）正月20日 - 伽藍悉焼失、山門一宇残すのみ
- 1781年（天明元年）正月 - 本堂建立
- 1796年（寛政8年） - 本堂以外の一部建立、庫裡回復
- 1861年（文久元年） - 駿府城代・土岐朝昌が本堂伽藍の再建に寄進
- 1862年（文久2年） - 以降、幕末（明治維新）までの過去帳は存在するが、ただし、歴代住職の入院年月日、事績等の詳細が不詳、当山開創以来、火災に遭遇すること数次、寛永、享保、安永に於いて、堂宇、宝器支院等の焼失が起こった
- 1938年（昭和13年） - 檀家各位の喜捨によって大修理が行われた
- 1952年（昭和27年）－1953年（昭和28年） - 寺内諸堂、寺域の整備が行われた
- 1981年（昭和56年）9月30日 - 三十七世法彩文司和尚の事件が起きる
- 1988年（昭和63年）11月 - 諸堂及び境内の修復整備工事を発願し着手した
- 1990年（平成2年）5月 - 山門、本堂前参道全面改修工事
- 1992年（平成4年）
  - 2月29日 - 「北大寮歌の碑」が除幕。都ぞ弥生の雲紫にー日本三大寮歌の一つ、北海道帝国大恵てき寮の寮歌を作詞した横山ほ芳介を偲び碑が建立された
  - 10月 - 5年間におよぶ諸堂及び境内の修復整備工事が完了した
- 1993年（平成5年）
  - 当山寺域航空写真撮影、裏山寺域と隣接地との境界調査行う。徳川旧幕臣の墓石調査並びに墓地整備
  - 8月20日 - 『大森山 長源院誌』を出版した
- 1994年（平成6年） - 大森山長源院のパンフレットを作成
- 1996年（平成8年）8月 - 『大森山 長源院誌 資料集』を出版した
- 2009年（平成21年）8月11日 - 駿河湾を震源とする大地震（M6.5、最大震度6弱）で本堂の裏山が崩れ、擁壁工事を行った[2]
- 2013年（平成25年）
  - 6月 - 参道の石段が完成し、階段は九十九段あり「寿白段」と名付られた
  - 9月26日 - 位牌堂建設工事の地鎮祭が行われた
- 2014年（平成26年） - 三十九世 佛海哲舟和尚遷化、享年88歳
- 2015年（平成27年）
  - 3月 - 山脇殿（法師堂、法要堂、位牌堂）竣工
  - 5月3日 - 山脇殿（法師堂、法要堂、位牌堂）落慶式・落慶法要[3]
  - 歴代住職の墓の痛みが激しいため、お墓を一つに纏めて新たに建立する方針。
- 2016年（平成28年）
  - 歴代住職の墓地を山脇殿の上部の敷地に建立[4]
  - 11月12日 - 三十九世 佛海哲舟和尚 本葬儀（先代住職）・納骨[4]
  - 11月13日 - 四十世 佛道哲裕和尚 晋山式（住職就任式）・開山・歴住報恩諷経・檀信徒総回向[4]
- 2017年（平成29年）
  - 2月 - 老朽化した客殿庫裏の建替えを決定[5]
- 2018年（平成30年）6月 - 客殿庫裏完成
- 2019年（令和元年）6月 - 前年に台風被害を受けた山門の修繕

## 寺領
- 1612年（慶長17年）5月3日 - 徳川家康が長源院に「徳川家康寺領寄進判物」を与えた。長源院に対し、沓谷村において20石分の租税（年貢）を収納する権利を認めること、また山林竹木の伐採・収納を免許し、門前（附属地）の諸役免除の特権も与えるから、仏事勤行（こんぎょう）に精進せよ、というものである。（読み下し文 - 駿河の国有度郡履谷（くつのや）の郷（ごう）内、弐拾石之事全（すべて）て寺納すべし。並びに境内山林竹木門前諸役免許せしめおわんぬ。てへれば此旨を守り、仏事勤行（ごんぎょう）怠慢あるべからざるものなり。よって件（くだん）の如し。慶長拾七年五月三日、御判、長源院。）[6]。
- 1791年（寛政3年6月） - 長源院寺領絵図が作成された。長源院史に本堂の棟札の記載があり、「1781年（天明元年）」「新造上梁」とある。このことから本図は本堂が出来てからの絵図であると考えられる。その後火災も無く今日に至っている。（絵図の詳細 - ①客殿、10間半、7間、桁下高1丈4尺、此坪73坪半。②開山堂、2間半、3間半、桁下高1丈4尺、此坪8坪7分。③方丈、4間半、2間半、板葺、桁下1丈、此坪11坪。④衆寮、4間、3間半、板葺、桁下1丈1尺、此坪14坪。⑤廊下、2間。⑥庫裏、9間、6間、茅葺、桁下高1丈4尺、此坪54坪。⑦木部屋、4間、3間、瓦葺、桁下高8尺。⑧此坪、8坪。⑨僧堂、3間半、4間、桁下1丈2尺。⑩鐘楼、桁下高1丈4尺、此坪2坪。⑪雪隠、2間、3間、茅葺、桁下高8尺。⑫土蔵、2間、3間、瓦葺、桁下高1丈、此坪9坪。⑬蓮池。⑭塔司、3間4尺、4間4尺、茅葺、桁下高1丈1尺、此坪14坪6分。）[7]。

## 伽藍
- 山門 - くん酒塔には「くん酒不入山門」の文字が刻まれている。徳川家康直筆の「大森山脇」「長源禅院」の鋸碑がある。
- 本堂 - 「東照大権現」（徳川家康）の位牌。家康から寵臣・山田常賀に下賜された印籠、常賀は本堂に寄進し、寺宝とされた。天井には江戸時代住職が駿府城参代に使用したといわれる駕篭と、葵の紋章入りのつづらがかかっている。
- 書院 - 十畳二間続きである。1981年（昭和56年）9月、未曾有の大不祥事が起きたため、庫裡、書院等が荒廃したが、1988年（昭和63年）から伽藍建造物はじめ寺域全体の大改修工事が行われ、以来5年余の歳月を経て整備された。
- 地蔵堂 - 正面に厄除け地蔵さん、左手に弘法大師の座像、右手に観世音菩薩の黄金の立像がある。
- 客殿庫裏 - 2018年（平成30年）6月建替え。
- 鐘楼堂と梵鐘 - 梵鐘は、歴史、銘など三十五世透関實玄和尚のとき、久円寺住職北堀貫一師が書き残した。
- 山脇殿 - 2015年（平成27年）3月竣工。山脇殿の法師堂には、高祖道元禅師、太祖蛍山禅師の曹洞宗両祖師、当山開山覚山見知和尚の尊像を祀り、当山歴代住職の位牌を安置。法要堂には釈迦如来、普賢菩薩、文殊菩薩を祀る。位牌堂には約一千の位牌を祀る[8]。
- 北大寮歌の碑、1992年（平成4年） - 2月29日除幕式挙行。横山芳介作詞。
- 「渓泉抱石の庭」の庭園。

- 長源院全景（1993年5月15日撮影）
- 参道から見た本堂と鐘楼堂（2014年7月撮影）
- 平成30年6月竣工した客殿庫裏（2018年7月撮影）
- 1612年（慶長17年）5月3日、徳川家康寺領寄進判物[9]
- 1791年（寛政3年）6月、長源院寺領絵図（部分）[9]
- 四十世 佛道哲裕和尚 晋山式 山門頭（2016年11月撮影）

## 歴代略譜
竺翁円符和尚 （ちくおうえんぷ） - 常陸茨城郡笠間、鳳台院を開山
- 開山 覚山見知和尚禅師 （かくさんけんち） - 長源院は戦国時代の初期、1438年（長享2年）創立された。同和尚は高徳の僧で、初め諸方を遊歴し、手越しの里に来て心願があって当目の虚空蔵菩薩へ参籠した。相模海蔵寺の安叟禅師に就いて学び、さらに常陸国に行き鳳室院を興したが、兄弟子竺翁円符和尚を開山に請し、自分は第二世となって在住した。日頃信仰していた秩父金龍寺の鎮守子聖権現の示現を蒙って再び駿河に帰り善長院に住まわれ説法を行った。1523年（大永3年）1月16日示寂
- 二世 厚福栄琳和尚 （こうふくえいりん） - 静岡市向敷地に小森山泉秀寺を開山。静岡市千代田に医王山東光寺を開山
- 三世 大雄崇偉和尚 （だいゆうすうい） - 静岡市新間に楠谷山見性寺を開山
- 玉峰守永和尚  （ぎょくほうしゅえい） - 静岡市長妻田に松尾山曹源寺を開山
- 四世 覚林梵称和尚禅師（かくりんぼんせん）
- 五世 能屋梵芸和尚禅師 （のうおくぼんげい） - 静岡市葵区井宮町に泰雲山端龍寺を開山
- 六世 謙峰梵益和尚禅師（けんしゅうぼんえき）
- 七世 在川見昨和尚 （ざいせんけんさく） - 掛川市仁藤に日綸山真如寺を開山。静岡市中田本町に玉泉山吉祥寺を開山。 初代土佐藩主の山内一豊の伯父である。在川謙昨和尚の当時、駿府城にいた家康は鷹狩りに出かけたおり長源院に立ち寄った。その時寺が山の側にあるので、「山脇へ行け」と云われたのが遂に地名となり、此のあたり一帯を「山脇」と呼ぶようになった。1613年（慶長18年）9月示寂
- 八世 泰岳是安和尚 （たいがくぜあん） - 静岡市葵区南瀬名町に大円山増福寺を開山。浜松市浜北区新堀に久円寺を開山。学僧で時々家康に召されて法話を申し上げた。家康は長源院へ入江の庄を寄附しようといわれたが、そこには御料もあると断ると、沓谷郷の中で千石を寄附しようといわれたが、再び辞退してしまった。家康は和尚の無欲に感心して大般若経六百巻と兆殿司の筆になる十六善神の画像を寺へ寄附せられた。当時この寺に御座所を設けよという仰せもあったといわれている、同和尚がそれを固辞したため、家康の信任はさらに強まり、同寺を駿河国第一の祈願所にしたという。1635年（寛永12年）3月示寂
- 九世 堯山梵舜和尚 （きょうざんぼんしゅん） - 1635年（寛永12年）7月示寂
- 十世 品南伝序和尚 （ほんなんでんじょ） - 東京都台東区西浅草に天徳山本然寺を開山。静岡市葵区瀬名川に無量山浄界寺を開山。静岡葵区上洗足に瑞光山天昌寺を開山。1662年（寛文3年）12月示寂
- 十一世 巨峯呑鯨和尚 （こほうどんげい） - 静岡市駿河区有東に向富山金剛寺を開山
- 十二世 一渓雷音和尚 （いっけいらいおん）
- 十三世 通山伝達和尚 （つうさんでんたつ） - 静岡市葵区宮前町に君谷山長泉寺を開山。1692年（元禄5年）10月示寂
- 十四世 文巌端鼎和尚 （もんがんたんてい） - 1742年（延享2年）11月示寂
- 十五世 快鷹宗明和尚 （かいようしゅうみょう） - 1743年（延享3年）12月示寂
- 十六世 覚堂即聞和尚 （かくどうそくもん） - 1786年（天明6年）7月示寂
- 十七世 妙山覚中和尚 （みょうさんかくちゅう）
- 十八世 益音高州和尚 （えきおんこうしゅう） - 1788年（天明8年）1月示寂
- 十九世 洞岳月庭和尚 （どうがくげってい） - 1826年（文政9年）12月示寂
- 二十世 桂堂月枝和尚 （けいどうげっし） - 1844年（弘化元年）2月示寂
- 二十一世 大澄譚龍和尚 （だいちょうたんりゅう） - 1818年（文政元年）9月示寂
- 二十二世 祖山眠宗和尚 （そざんみんしゅう）
- 二十三世 雪梅闇英和尚 （せつばいぎんえい）
- 二十四世 蘭庭護秀和尚 （らんていごしゅう） - 1833年（天保3年）6月示寂
- 二十五世 不白為山和尚 （ふはくいさん） - 1829年（文政12年）5月示寂
- 二十六世 天寧長全和尚 （てんねいちょうぜん） - 1824年（弘化2年）10月示寂
- 二十七世 来喚英本和尚 （らいかんえいほん） - 1867年（慶応3年）3月示寂
- 二十八世 達門桂宗和尚 （たつもんけいしゅう） - 1860年（万延元年）7月示寂
- 二十九世 活山禅英和尚 （かつさんぜんえい）
- 三十世 大英哲玄和尚 （だいえいてつげん）
- 三十一世 寶山卍鼎和尚 （もうざんまんてい）
- 三十二世 成学實円和尚 （じょうがくじつえん）
- 三十三世 仙庵實童和尚 （せんあんじつどう） - 寺格を昇等して随意会地に進んだ。1923年（大正12年）7月示寂
- 三十四世 磐山龍渓和尚 （ばんざんりゅうけい） - 駒沢大学教授として活躍した。著書に『天台西谷名目講義』がある。
- 三十五世 透関實玄和尚 （とうかんじつげん） - 1938年（昭和13年）本堂屋根替および内部改造の大修理、1953年（昭和28年）頃寺内の整備、1957年（昭和32年）梵鐘再鋳、庫裡、屋根替等の修理を行った
- 三十六世 英嶽實雄和尚 （えいがくじつゆう） - 1972年（昭和47年）1月示寂
- 三十七世 法彩文司和尚 （ほうさいぶんじ） - 先師三十六世英嶽實雄和尚還化に際して、「当山の由緒が詳かでないため、拙納在住以来、葵文庫加藤氏の助力を得て史書を渉猟し寺伝を調査し、略々其の大概を知ることが出来た。そして慈に功徳主を得て印刷配布する次第である。」と1972年（昭和47年）1月5日記録を再版した。1981年（昭和56年）9月示寂
- 三十八世 大運昌雄和尚 （だいうんしょうゆう） - 1988年（昭和63年）12月から本院、諸堂および寺域、墓地、通路などの整備修復の大事業にとりかかり、5年有余の歳月をついやして裏山の山道から本堂内部の大修繕、長屋の大改造、庫裡、客間、庭園等々を整備した。1993年（平成5年）8月「長源院誌」を発行、1996年（平成8年）8月「長源院誌資料集」を発行した。長源院は3度の火事と明治初年の廃仏棄却の影響か古文書がなかったため、北堀昌雄和尚を支えて檀家総代の方々の協力を得、後世に残すべき総てを書き残した
- 三十九世 佛海哲舟和尚 （ぶっかいてっせん） - 金剛十一世。1998年（平成10年）長源院住職辞令。 2014年（平成26年）1月31日示寂。享年88。2003年（平成15年）多額の借金の返済を成し遂げ、2005年（平成17年）鐘楼堂の改築、2012年（平成24年）本堂裏擁壁工事、新墓地の開発、本堂屋根瓦の改修、参道石段工事等に努力した。三十九世の遺業となった位牌堂（山脇殿）改築の落慶法要は2015年（平成27年）5月3日に執り行われた[11]
- 四十世 佛道哲裕和尚 （ぶつどうてつゆう） - 晋山式が2016年（平成28年）11月13日に執り行われた[4]。2018年（平成30年）客殿庫裏建替え

## 徳川家康と長源院
八世泰岳是安和尚は学僧で、当時駿府城にいた徳川家康に法話を申し上げ、家康も師を手厚くもてなした。家康は長源院へ寺領を寄進しようとしたが、師は、人の施しによって修行するのが仏の道だからと、ことごとくそれを辞退した。その無欲なことに家康は深く感動され、代わりに般若経六百巻、兆殿司の描く十六善神の画像を贈ったといわれている。ただ長源院は草創いらい3度の火災にあい、家康ゆかりの遺品のほかは、寺宝、古記録等のいっさいを焼失している。山門前には、家康直筆の鋸碑「大森山脇」「長源禅寺」がある。家康は鷹狩りの際、本寺が谷津山山麓にあったので「山脇に行け」といわれ、それがそのまま山脇という地名になったといわれている。

### 徳川家康ゆかりの遺品
- 山門前にある家康直筆の鋸碑 - 家康は鷹狩りの際、本寺が谷津山山麓にあったので「山脇に行け」といわれ、それがそのまま山脇という地名になったといわれる
- 家康から寵臣・山田常賀に下賜された印籠 - 常賀は本寺に寄進し、寺宝とされてきた
- 「東照大権現」徳川家康の位牌
- 江戸時代、住職が駿府城参代に使用したといわれる駕篭 - 葵の紋章入りの葛篭（つづら）

### 歴史を語る墓塔群
境内には開基朝比奈泰以の墓塔をはじめ、家康の寵臣で、駿府の町割りを行い今日の静岡市の基礎を築いた彦坂九兵衛とその一族、駿府城代松平康重、松平内膳正、菅沼織部正、浅野中務少輔、駿府城重臣土岐朝昌、駒井馬、与力同心今井、河野、田代の名家、ほかに江戸から駿府に移住した旗本侍の方々など、歴史を語る数々の墓塔がある。
歴代名墓
- 朝比奈左京亮泰以墓 - 朱印20石、今川氏親の功臣で、始めは駿府城を修築して、次いで姪朝比奈泰能を後見して掛川城を守り、また、三嶽城を陥れて西遠の敵勢を挫く。1518年（永正15年）8月3日没[14]
- 覚山見知和尚墓 - 常陸国笠間庄間黒村鳳台院開山笠翁円符の弟子。1523年（大永3年）正月16日没
- 宗長墓 - 1448年（文安5年）島田に生まれる。父は刀鍛冶の五条義助、幼少のころ今川義忠に仕え、義忠の死後、一休宗純に参禅。連歌を修業し連歌師となり今川氏親にむかえられた。1532年（享禄5年）没。享年85
- 西尾利氏 - 美濃国厚見郡の生まれ、徳川家康に仕え下総国千葉郡の内において采地千石を賜い、1600年（慶長5年）関ヶ原の戦いに供奉し、御使番をつとめる。1611年（慶長16年）7月19日、駿府にて没。享年47
- 山科言継墓 - 戦国時代の公卿。山科言綱の子。道号は月岑、法名は照（昭）言。1520年（永正17年）正月内蔵頭に任ぜられ、累進して正二位大納言に至った。皇室経済の維持に力を尽くた。医学、歴史にも通じた。1579年（天正7年）3月2日没。享年75。1915年（大正4年）贈従一位
- 在川謙昨和尚墓 - 初代土佐藩主の山内一豊の伯父。1613年（慶長18年）9月没
- 松平加賀右衛門尉康次墓 - 駿府城御留居役、1615年（元和元年）8月28日没。享年72
- 松平志摩守興墓 - 1628年（寛永5年）11月没
- 彦坂九兵衛光正墓 - 徳川家康の臣。家康の命を受け、畔柳寿学と共に駿府の都市計画をなした。1632年（寛永9年）没。享年68
- 菅沼織部正定用墓 - 1765年（明和2年）駿府城代になり、1767年（明和4年）3月21日城中で没
- 貴志孫太夫忠美墓 - 1629年（嘉永6年）より1857年（安政4年）まで駿府町奉行。学者として、また蔵書家として名高く、蘭学の素養があった。1857年（安政4年）3月29日没
- 加藤忠左衛門 - 1839年（天保9年）8月15日、江戸で生まれる。本高50俵、1862年（文久2年）御小納戸、布衣、槍術世話心得、1864年（元治元年）御小姓、諸太夫五百石を賜り、筑後守と改める
- 宇式白兎園墓 - 1847年（弘化4年）1月、江戸に生まれる。通称正親といい、明治初年駿府に移る。俳諧を善くし、白兎園第十四世を冒す。1916年（大正5年）8月没。享年70

徳川幕府幕臣の墓
- 浅野勝笑 - 静岡藩学校教官、1882年（明治15年）9月18日没、享年64[15]
- 安藤吉次郎 - 高二百俵、旗本、元遊撃隊、静岡藩二等家従、鷹匠町居住、1869年（明治2年）8月3日没
- 伊藤三六 - 高百俵五人扶持、元勘定格徒目付、静岡藩監正掛下監正、静岡県捕亡史、鷹匠町居住、1879年（明治12年）5月21日没
- 猪飼隼之助 - 高二百俵、旗本、小普請、1871年（明治4年）9月24日没、享年61
- 石巻忠俊 - 静岡県十等警部、1883年（明治16年）10月10日没、享年36
- 今井七右衛門勝澄 - 甲斐武田氏の第13代当主・武田信満の息子・武田信景(今井家始祖)の第八代。武田信玄に仕えた後、徳川家康に仕えた。天正12年（1584年）4月8日、「小牧・長久手の戦い」に於いて、岩崎城内で丹羽勘助と共に討死
- 今井半右衛門 - 第九代、徳川家に仕えるため駿府に居を構え、松平豊前守勝政（駿府城番）に仕える、1650年（慶安3年）4月22日没
- 今井市兵衛 - 第十代、1683年（天和3年）9月15日没
- 今井市兵衛 - 第十一代、1729年（享保14年）9月9日没
- 今井嘉一郎 - 第十二代、1751年（寛延4年）5月5日没
- 今井伝右衛門松宇 - 第十三代、1806年（文化3年）4月23日没
- 今井祐右衛門丹下 - 第十四代、1826年（文政9年）12月17日没
- 今井桂輔 - 第十五代、駿府与力十騎、1842年（天保13年）3月17日没、享年60
- 今井半右衛門松宇 - 第十六代、1873年（明治7年）2月2日没、享年73、水落町居住
- 今井守之進正意 - 第十七代、駿府与力、1882年（明治15年）5月25日没、享年49
- 今井鎌太郎 - 第十八代、1877年（明治10年）新撰旅団巡査として西南戦争参加、1943年（昭和18年）1月13日没、享年83
- 宇式鋳三郎 - 高二十俵二人扶持、元御鉄砲玉薬方、追手町居住、1889年（明治22年）9月6日没、享年71
- 宇式正親 - 相良勤番組より静岡へ移住、白兎園十四世として俳諧に秀でた、北安東居住、1916年（大正5年）8月8日没、享年70
- 江目金太郎 - 高八十石、御家人、静岡学問所五等教授、1871年（明治4年）9月17日没、享年25
- 小笠原鎚太郎 - 四百石の旗本、大御番、1895年（明治28年）12月19日没、享年69
- 小野忠義 - 高二百俵、旗本、大御番、慶応3年狙撃隊、相良勤番組二等勤番、鷹匠町居住、1906年（明治39年）4月12日没、享年62
- 尾島信徳 - 旗本、静岡県出仕土木課、1945年（明治20年）1月26日没、享年38
- 岡田善道 - 元陸軍書院組、御家人、北安東村居住、1946年（明治21年）10月1日没、享年50
- 加藤忠左衛門 - 高五百俵、旗本、御小姓、諸大夫、静岡藩二等家従、1889年（明治22年）3月19日没、享年53
- 糟谷市十郎 - 養父、近江守正福（退翁）高四百四十石、旗本、元御留守居役、二番町居住、1870年（明治3年）10月26日没、享年57
- 兼松又四郎 - 三百石、旗本、元西丸書院番、1869年（明治2年）9月26日没
- 木南増五郎 - 府中奉行支配割付、御家人
- 栗原祐昌 - 高四十俵一人半扶持、元御膳所台所人、東草深居住、1904年（明治37年）5月16日没、享年54
- 駒井馬 - 高三百三十四石、旗本、元講武所槍術師範役、大番頭、明治2年横須賀勤番組頭、下足洗居住、1892年（明治25年）10月16日没、享年56
- 佐藤貢 - 高二百五十俵、旗本、病院開業、教導石に刻名、鷹匠町居住、1914年（大正3年）2月27日没
- 榊原政治 - 高三百石、旗本御小姓組、静岡勤番組二等勤番、北番町居住、1888年（明治21年）8月2日没、享年58
- 菅沼彦一 - 高八十石三人扶持、元見廻組、1873年（明治6年）12月8日没
- 杉本為昭 - 七十俵五人扶持、牧ノ原開墾、小坂学校教師、江尻町居住、1897年（明治30年）9月5日没、享年82
- 杉山安親 - 五十俵三人扶持、静岡学問所教授、水落町居住、1894年（明治27年12月5日没
- 関市郎 - 御家人、広敷小人（御庭番）、水落町、1871年（明治11年）8月7日没、享年59
- 関根国平 - 勘定方御家人、勘定下役並、1869年（明治2年）7月9日没、享年32
- 千賀保 - 家達奥付家僕（御庭番）、1871年（明治4年）7月9日没、享年32
- 千田実 - 高四百石、布衣一橋家御小姓、1884年（明治17年）9月20日没、享年47
- 傍島富之丞 - 勘定方、静岡藩郡政掛郡方、1871年（明治4年）9月20日没、享年42
- 田代善三郎 - 駿府与力、1886年（明治19年）7月6日没、享年49
- 高木繁太郎 - 御家人、広敷添番、鷹匠町居住、1889年（明治22年）6月5日没、享年69
- 玉虫十五郎 - 高四百俵、慶喜付御小姓
- 椿井金次郎 - 高五百石、両御番、府中勤番組二等勤番
- 中川忠福 - 高五百石旗本、北安東、1922年（大正11年）7月30日没、享年72
- 彦坂愛橘 - 高千二百石旗本、千代田上土小学校教師、水落町居住、1916年（大正5年）8月23日没、享年53
- 茂呂鍬次郎 - 府中勤番組二等勤番、1887年（明治20年）10月22日没、享年65
- 山岡十兵衛 - 高二千石旗本、使番、1869年（明治2年）2月10日没
- 山本庫之助 - 高三百石旗本、書院番
- 山本幸吉郎 - 高三十俵二人扶持同心、西草深、1891年（明治24年）7月27日没、享年54
- 吉松万時治 - 高百俵十人扶持、小普請

## 文化遺産
- 『涅槃図（ねはんず）』 - 1798年（寛政10年）[16]
- 福田半香の山水の襖絵 - 静岡県遠州見付出身の画家で、掛川藩画師村松以弘に学び、後に勾田台嶺、渡辺華山に学んだ。山谷点苔においては華門随一といわれ山水の名手と言われた。1864年（元治元年）没。享年61
- 柴田泰山の鶴の襖絵 - 1828年（文政4年）庵原郡庵原村（清水市庵原町）に生まれ、麗山、鶴山とともに、庵原三山とよばれた一人である。鶴を得意とし、しばしば城代に召されて絵の指導をした。1884年（明治17年）没
- 川本月下の梅の軸 - 1818年（文政元年）四国淡路島に生まれ、得意とする水墨の梅は東海随一の名手といわれ、俗に月下の梅、梅の木先生の称があった。1882年（明治15年）没

## 交通
鉄道
- JR東海静岡駅、北口からタクシー約10分
- JR東海静岡駅、しずてつジャストラインバス 竜爪山線・水梨東高線・東部団地線・唐瀬線で約15分、銭座町下車徒歩約6分

## 関連図書
- 徳川光圀編『扶桑拾葉集 巻第3』石塚猪男蔵出版、1898年（明治31年）
- 藤靭負著『名呼理会（なおりかい）之記　中巻』東海文庫（2）、静岡郷土研究会、「是安禅師無欲の事」「家康常賀に印籠を興ふる事」「沓谷の常賀斉」、1928年（昭和3年）5月
- 剣持敏郎著『容軒を偲ぶ』文芸出版協会、1935年（昭和10年）
- 山田覚蔵著『静岡地方の史跡』静岡谷島屋書店、1938年（昭和13年）
- 静岡県立葵文庫・加藤著『曹洞宗 大森山 長源院 由緒』1972年（昭和47年）1月5日
- 富谷實童著『大森山 長源院の由緒』
- 加藤正行編『難雄里叙濃記（なおりそのき）』
- 長源院会著『あの村 学童疎開の思い出 旗台第五学寮』大森山長源院出版、1986年（昭和61年）
- 『清見潟（きよみがた） 清水郷土史研究会 会誌』清水郷土史研究会、1号・1991年（平成3年）3月〜22号・2013年（平成25年）5月
- 大森山長源院編『長源院什物てん書字類』大森山長源院出版、2011年（平成23年）4月